# Ryszard Lenar
Ryszard Lenar (ur. 3 marca 1948) – polski wykładowca akademicki i przedsiębiorca odzieżowy.
Wykłada gimnastykę w Akademii Teatralnej im. Aleksandra Zelwerowicza w Warszawie. W 2011 roku został odznaczony Złotym Krzyżem Zasługi, za działalność rzecz rozwoju tejże uczelni.

## Lenar Design
Na początku lat 90. założył firmę odzieżową Lenar Design. Zainspirowany krojem dużych luźnych spodni stworzył własny projekt którego produkcję rozpoczął w 1993 roku. Projekt bawełnianych spodni Lenara typu baggy charakteryzowały m.in. obniżone kieszenie, a także wykończenie białą nicią. Pod kieszenią znajdowało się niewielkie logo w kształcie elipsy. Pierwsze egzemplarze spodni trafiły do sprzedaży w niewielkiej budce sklepowej w Warszawie. Były to również pierwsze tego typu spodnie wytwarzane przez polską firmę.
Produkt Lenara szybko zyskał na popularności, co pozwoliło na poszerzenie asortymentu o bluzy, czapki z daszkiem czy koszulki, sygnowane jako Lenar Prof. Na kanwie sukcesu Ryszard Lenar w 1995 roku sfinansował budowę pierwszej w Warszawie rampy do jazdy na łyżworolkach. Utworzył także drużynę łyżworolkarzy Lenar Team. Współpracował także z magazynem Ślizg. Efektem była linia Lenar Ślizg. Po dziesięciu latach istnienia firma zaprzestała produkcji w związku ze wzrostem konkurencji, a także nasyceniem rynku podrabianymi egzemplarzami.
W latach późniejszych produkty Lenar Design zyskały status kultowych. Wśród licznych wykonawców hip-hopowych "lenary" posłużyły jako środek opisu środowiska młodych ludzi lat 90. Firma została przywołana m.in. w utworach A pamiętasz jak? w którym wystąpili m.in. Numer Raz, Pyskaty, Onar, Sokół, Stasiak, Chada, Pezet i Ten Typ Mes, Rap się zmienił Kajmana z płyty K2 (2011), Patos Miuosha z płyty Piąta strona świata, a także kompozycji Lenary formacji Ortega Cartel, która ukazała się na albumie Nic się nie dzieje (2007).